# 鶴田芳廣
鶴田 芳廣（芳広、つるた よしひろ、1925年〈大正14年〉8月18日 - 2007年〈平成19年〉5月16日）は、日本の政治家、元鹿児島県指宿市長（1期）。

## 来歴
鹿児島県生まれ。1945年（昭和20年）、陸軍士官学校卒。終戦後は帰郷し、農業に従事する。指宿市農業協同組合理事を務めた。1970年（昭和45年）、指宿市議会議員に当選した。1974年（昭和49年）に指宿青果地方卸売市場社長となった。1986年（昭和61年）、指宿市長に当選。1期務める。1990年（平成2年）、落選した。

### 1994年指宿市長選挙
1994年（平成6年）の指宿市長選挙に立候補したが、新人の田原迫要や現職の肥後正典を下回り、最下位で落選した。
※当日有権者数：-人 最終投票率：79.34%（前回比：-pts）
| 候補者名 | 年齢 | 所属党派 | 新旧別 | 得票数  | 得票率 | 推薦・支持 |
| -------- | ---- | -------- | ------ | ------- | ------ | ---------- |
| 田原迫要 | 49   | -        | 新     | 7,791票 | 42.4%  | -          |
| 肥後正典 | 78   | 無所属   | 現     | 5,971票 | 32.5%  | -          |
| 曽木英行 | 55   | 無所属   | 新     | 2,700票 | 14.7%  | -          |
| 鶴田芳廣 | 68   | 無所属   | 元     | 1,909票 | 10.4%  | -          |

## 人物
- 趣味は将棋[3]

## 栄典
- 2004年（平成16年）4月 - 旭日小綬章[7]